# Telenassa fontus
Espèce

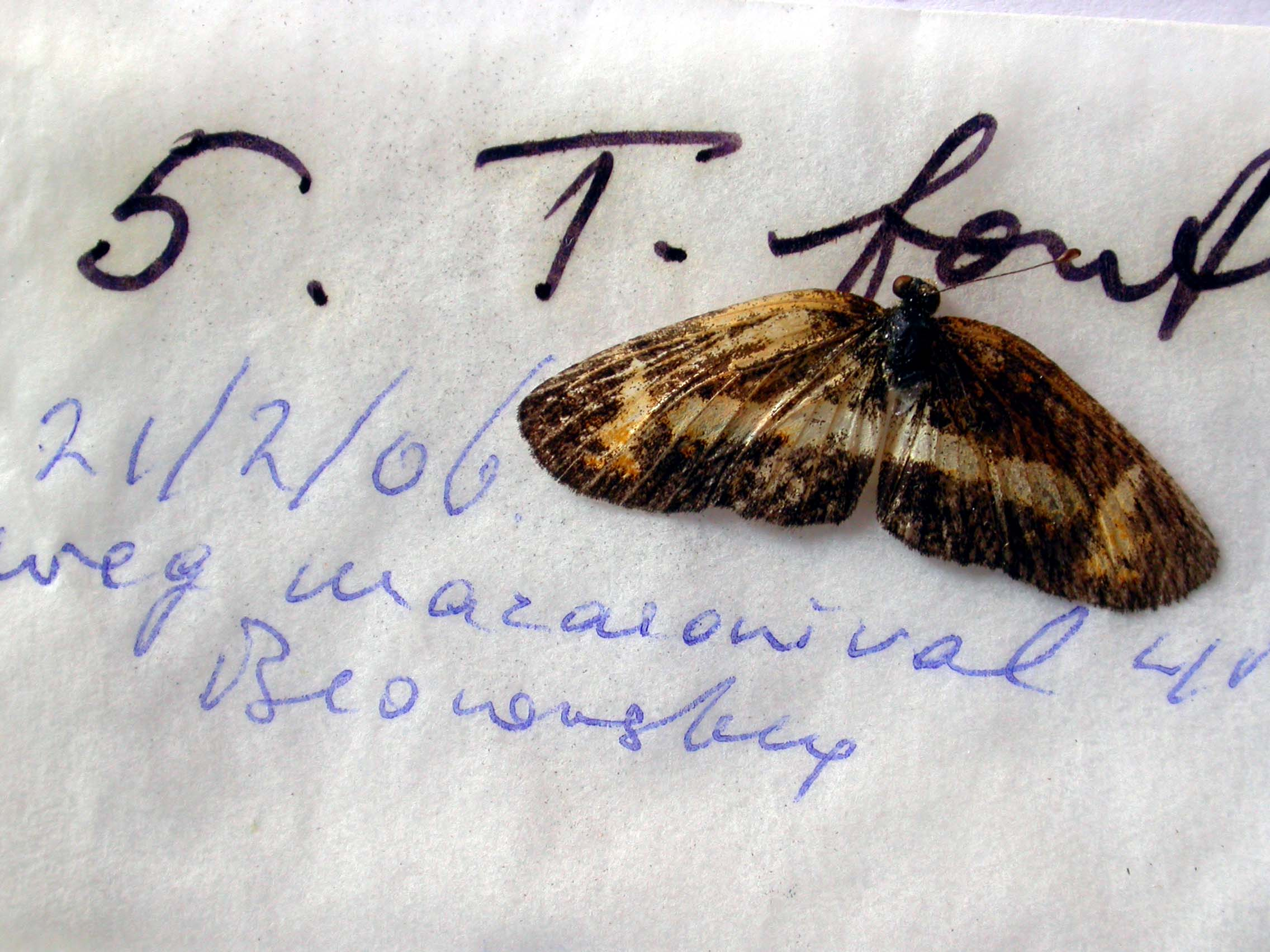

Telenassa fontus est une espèce d'insectes lépidoptères de la famille des Nymphalidae, de la sous-famille des Nymphalinae et du genre Telenassa.

## Dénomination
Telenassa fontus a été décrit par Arthur Hall (d) en 1928 sous le nom de Phyciodes fontus.

### Liste des sous-espèces
- Telenassa fontus fontus ; présent en Guyana et au Surinam.
- Telenassa fontus schmitzorum (Austin & Mielke, 1993) ; dans le Nord du Brésil[1].

## Description
Telenassa fontus est un papillon au dessus marron à marron très foncé aux ailes antérieures et aux ailes postérieures barrées d'une large bande blanche.
Le revers est plus clair, marron roux avec la même bande blanche et aux ailes postérieures une ligne submarginale de chevrons doublée d'une ligne de points marron.

## Écologie et distribution
Telenassa fontus est présent en Guyane, en Guyana, au Surinam et le Nord du Brésil.

### Protection
Pas de statut de protection particulier.